# シルバートーン (シアーズ・ローバックのレコードレーベル)

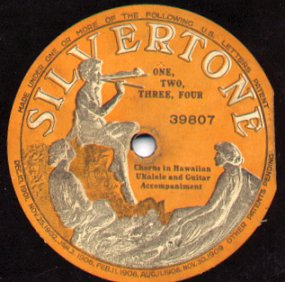
初期の片面録音盤のレーベル。

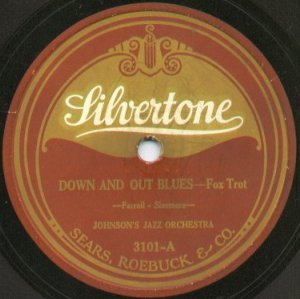
1920年代のシルバートーンのレコードレーベル

シルバートーン（Silvertone）は、20世紀前半に、当時のシアーズ ・ローバック社（Sears, Roebuck and Co.、現在のシアーズ）が、百貨店チェーンや通信販売で販売したレコードのレーベル。
シルバートーンのレコードは、1916年から1931年に製造され、その後の休止を挟んで1940年から1941年の短期間に復活した。初期のリリースは、水平振動カッティングによる片面録音盤レコードによるものであったが、1910年代後半には、両面録音盤がリリースされるようになった。ほとんどの盤はコロムビア・レコードが製造していたが、一部はパラマウント・レコード（Paramount Records）やジェネット・レコード（Gennett Records）によって製造された。
もともとシアーズ・ローバックは、蓄音機やレコード盤を商品として扱っており、1905年ないし1906年から「ハーバード (Harvard)」という自前のレコードレーベルで、コロムビアの旧盤の再発などを行なっていた。「ハーバード」はその後も蓄音機のブランドとして残ったが、レコードレーベル名は1906年の遅い時期に「オックスフォード (Oxford)」となった。
シアーズ・ローバックは、1915年から、蓄音機のブランドとして「シルバートーン」を導入し、レコードレーベルもそれに合わせて「オックスフォード」から「シルバートーン」に改められた。